# Schloss Bellingen

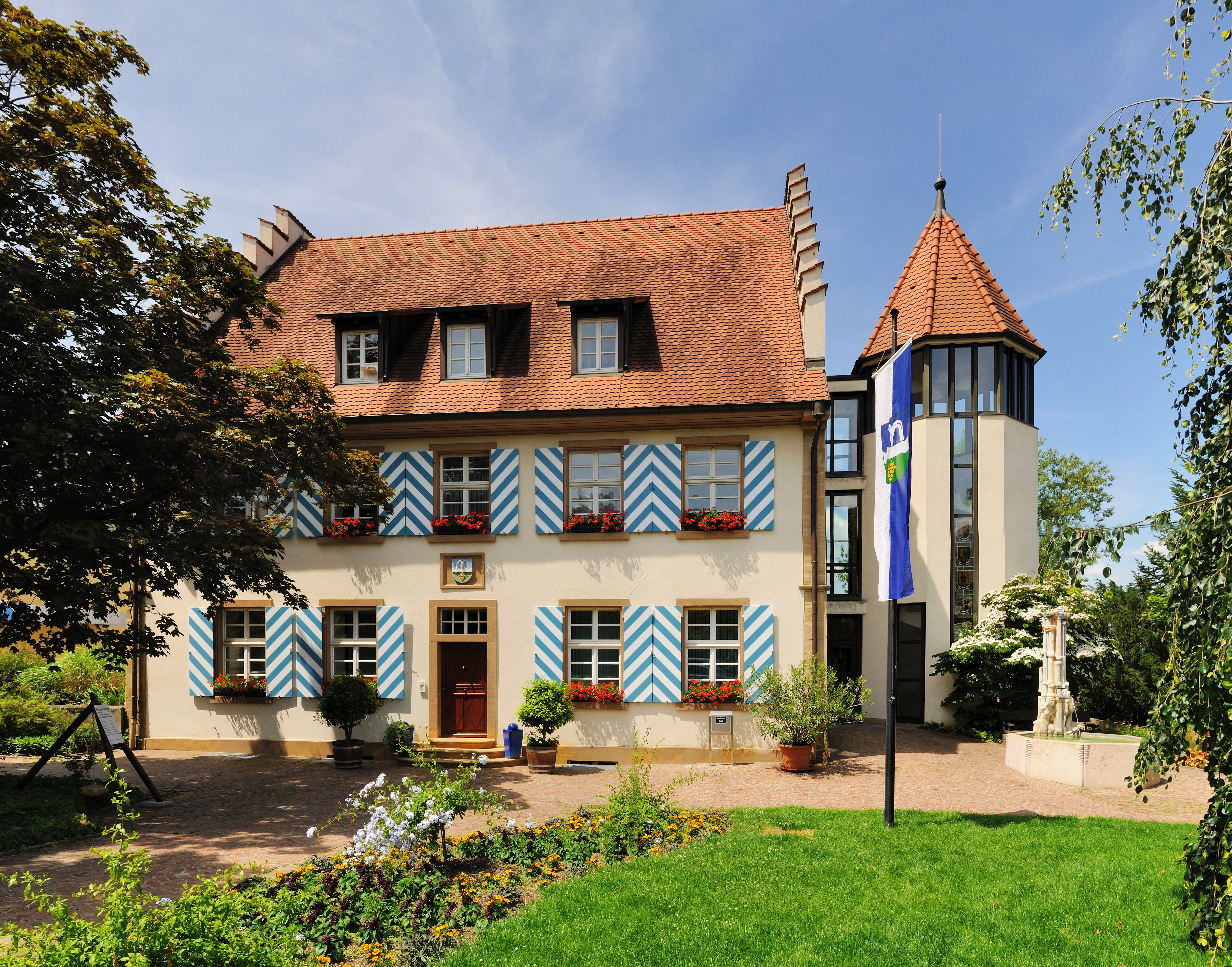
Schloss Bellingen von Osten (heute Rathaus der Gemeinde Bad Bellingen)

Schloss Bellingen ist ein 1590 erbautes Herrenhaus der Freiherren von Andlau in Bad Bellingen (Landkreis Lörrach), das heute von der Gemeinde Bad Bellingen als Rathaus genutzt wird.

## Geschichte

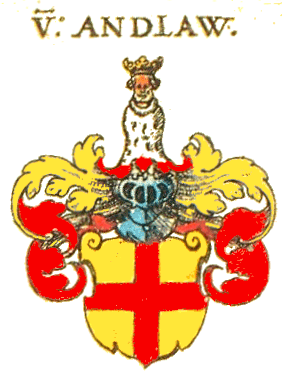
Wappen derer von Andlau aus Siebmachers Wappenbuch

Die Habsburger hatten bereits im 11. Jahrhundert bedeutende Besitztümer in Bellingen und konnten nach dem Aussterben der Zähringer (1218) hier auch die Landesherrschaft erlangen. Die Habsburger belehnten die Herren von Butenheim mit der Herrschaft Butenheim, die aus Bellingen, Butenheim, Homburg und Kleinlandau bestand. 1337 verpfändete der österreichische Landvogt die Herrschaft an Friedrich vom Haus Dessen Sohn Hans Ulrich vom Haus wurde 1365 Pfandherr und 1401 Lehensherr der Herrschaft. Es wird angenommen, dass dieser Hans Ulrich Ende des 14. Jahrhunderts Bellingen mit einem Graben und einer Mauer umgeben hat. Mit seinem Vetter Hartung vom Haus starb dieses Geschlecht in der männlichen Linie aus. Hartungs Schwiegersohn, Walter von Andlau, erhielt 1418 die Herrschaft Butenheim – und damit Bellingen – als Lehen von Katharina von Burgund. Die Herren von Andlau behielten dieses Lehen auch 1473/74 während der burgundischen Pfandherrschaft. 1805 ging die Landesherrschaft von den Habsburgern auf das Haus Baden über, während die Andlau ihre Besitzungen in Bellingen bis 1937 behielten.
Es wird vermutet, dass auf dem Platz auf dem heute das Schloss (Rathaus) steht bereits im späten Mittelalter ein Vorgängerbau gestanden hat, da Mauerreste aus dem 14. Jahrhundert gefunden wurden, die aber auch von einer Befestigungsmauer um den Ort stammen könnten. Die Herren von Andlau verwalteten Bellingen vermutlich zunächst von ihrer Burg Butenheim aus. Die Seitenlinie Andlau-Homburg-Bellingen lebte ab 1527 zeitweise in Bellingen und errichtete dort 1590 das Schloss, das im 18., 19. und 20. Jahrhundert mehrmals baulich stark verändert wurde. Seit 1789 wurde das Schloss durch die von Andlau beständig bewohnt.
1937 verkaufte Oktav von Andlau das Schloss an die Gemeinde und zog nach Schliengen in das Wasserschloss Entenstein. Mit ihm starb am 19. Juli 1961 die Bellinger Linie der Andlau aus.

## Beschreibung
Es handelt sich um einen einfachen Bau mit zwei Geschossen und ausgebautem Dachgeschoss, der traufseitig zur Straße steht und dessen First von Süd-Südwest nach Nord-Nordost verläuft. Zehntscheuer und Ökonomiegebäude standen hinter dem Schloss zur Rheinseite gewandt.
1981/82 wurde das Gebäude von der Gemeinde grundlegend saniert. Dabei wurden die Staffelgiebel rekonstruiert, ein moderner Treppenturm angebaut und der Bau völlig entkernt.